# Hugobert de Baviera
Hugobert, Hugbert, Hucbert o Hukbert fou un duc de Baviera de la dinastia dels agilolfings (725 - 736). Era fill del duc Teodebert de Baviera i de Regintruda d'Austràsia, que probablement era la filla del senescal (i palgravi o comte palatí) Hugobert i d'Irmina d'Oeren.
A la mort de Grimoald en batalla contra els francs de Carles Martell, aquest va permetre la successió d'Hugobert i va aprofitar per obtenir més control sobre el ducat independent de Baviera. Hugobert es va veure obligat a renunciar a part del seu domini, i per un temps, les lleis bavareses van ser pronunciades en el nom del rei merovingi Teodoric IV.
Hugobert va començar la implementació del pla del seu predecessor de crear una església independent de Baviera. Ho va fer perquè Bonifaci de Fulda estava cristianitzant el país i amb ajut de sant Corbinià, bisbe de Freising.
Es va casar amb Ratruda de Friül de la que hauria tingut a Odiló de Baviera. Algunes fonts això no obstant, pensen que el matrimoni no va tenir fills i que Odiló era fill de Ragnetruda (germana de Teodó II de Baviera) i de Godofred d'Alamània; a la mort de Godofred el 708 o 709 els seus fills Odiló i Huching s'haurien repartit el domini patern, rebent el primer Turgòvia i el segon Rètia. Odiló va recollir la successió del seu pare/oncle Hugobert a la mort d'aquest el 736.